# Чакараму
Чакараму (చకారం, англ.  Chacāram, ча-буква) — ча, 19-я согласная буква слогового алфавита телугу, глухая постальвеолярная аффриката [tʃ]. В названии కారం (cāram) означает буквально «буква», «-му» — суффикс существительного, опускаемый в санскрите, но обязательный в телугу.  Надстрочный надстрочный контактный диакритический знак (надстрочная часть буквы) в виде «✓»  называется талакатту и обозначает короткий гласный «а» (аналогично క, గ — «ка», «га» или చి, చు — «чи», «чу» (в последнем случае талакатта сохраняется, но не произносится)). Акшара-санкхья — 6 (шесть). Символ юникода — U+0C1A